# Reus
Pour les articles homonymes, voir Reus (homonymie).
Reus est une ville du nord-est de l'Espagne, en Catalogne. Elle est la capitale de la comarque de Baix Camp dans la province de Tarragone.

## Géographie

### Communes limitrophes
Les communes limitrophes sont Tarragone, Vila-seca, Constantí, La Canonja, La Selva del Camp, Riudoms, Aleixar, Castellvell del Camp et Almoster.

## Histoire
Reus est une ville qui a commencé par être un petit village médiéval. Puis elle s'est agrandie et est devenue un pôle puissant de l'économie catalane au début du XXe siècle grâce au commerce de l'eau de vie (Reus, Paris, Londres). Actuellement, elle est la capitale du Baix Camp.

### Communauté juive
Des parchemins aljamiat conservés dans la collection municipale intitulée « Juifs 1275-1347 » indiquent qu'en 1242, existait à Reus une petite communauté juive installée dans le quartier de La Merceria, dans le centre historique de la ville près du Raval Sant Pere et de la Plaça de les Peixateries, jusqu'à son expulsion en 1492, comme tous les autres juifs du royaume.

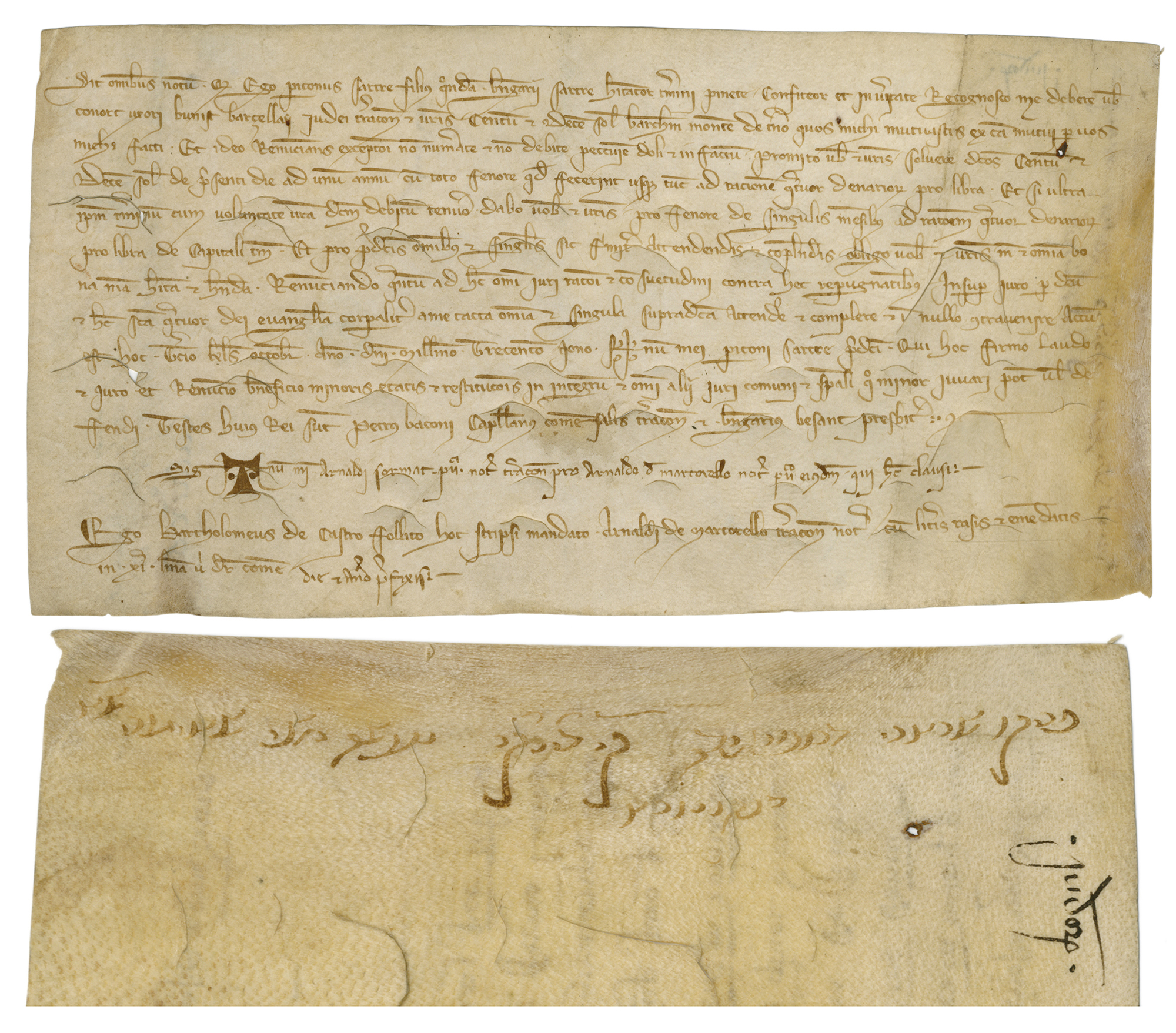
Parchemin conservé dans les archives départementales du Baix Camp, écrit notamment avec des caractères hébraïques (aljamiat), faisant référence à l'obligation signée par Pericó Sartre, fils de feu Berenguer Sartre, de la commune de La Pineda (près de Vila-seca en Tarragone), de 110 sous de Barcelone, monnaie de tern,, en faveur de Conort, épouse de Bunist Barçelay, Juif de Tarragone, le 3 octobre 1309

## Politique et administration

### Conseil municipal
La ville de Reus comptait 103 477 habitants aux élections municipales du 26 mai 2019. Son conseil municipal (en espagnol : Pleno del Ayuntamiento) se compose donc de 27 élus.
Depuis les premières élections municipales démocratiques de 1979, la ville a été dirigée par le Parti des socialistes de Catalogne jusqu'en 2011, après quoi elle a été gérée par les catalanistes de Convergence et Union (CiU) et leurs successeurs du Parti démocrate européen catalan (PDeCAT).

### Maires
| Mandat    | Maire | Maire                          | Parti        | Majorité |
| --------- | ----- | ------------------------------ | ------------ | -------- |
| 1979-1983 |       | Carles Martí (ca)              | PSC          | 9 / 25   |
| 1983-1987 |       | Anton Borrell (ca)             | PSC          | 12 / 25  |
| 1987-1991 |       | Josep Abelló (ca)              | PSC          | 11 / 25  |
| 1991-1995 |       | Josep Abelló (ca)              | PSC          | 13 / 25  |
| 1995-1999 |       | Josep Abelló (ca)              | PSC          | 10 / 25  |
| 1999-2003 |       | Lluís Miquel Pérez Segura (ca) | PSC          | 10 / 25  |
| 2003-2007 |       | Lluís Miquel Pérez Segura (ca) | PSC          | 10 / 25  |
| 2007-2011 |       | Lluís Miquel Pérez Segura (ca) | PSC          | 10 / 27  |
| 2011-2015 |       | Carles Pellicer (ca)           | CDC          | 10 / 27  |
| 2015-2019 |       | Carles Pellicer (ca)           | CDC / PDeCAT | 7 / 27   |
| 2019-2023 |       | Carles Pellicer (ca)           | PDeCAT       | 7 / 27   |
| 2023-2027 |       | Sandra Guaita                  | PSC          | 8 / 27   |

## Économie
Reus produit depuis longtemps du vin, comme les apéritifs Miró.
La ville possède un grand hôpital universitaire, l'Hospital Sant Joan dont la capacité est de plus de 350 lits.

## Lieux et monuments

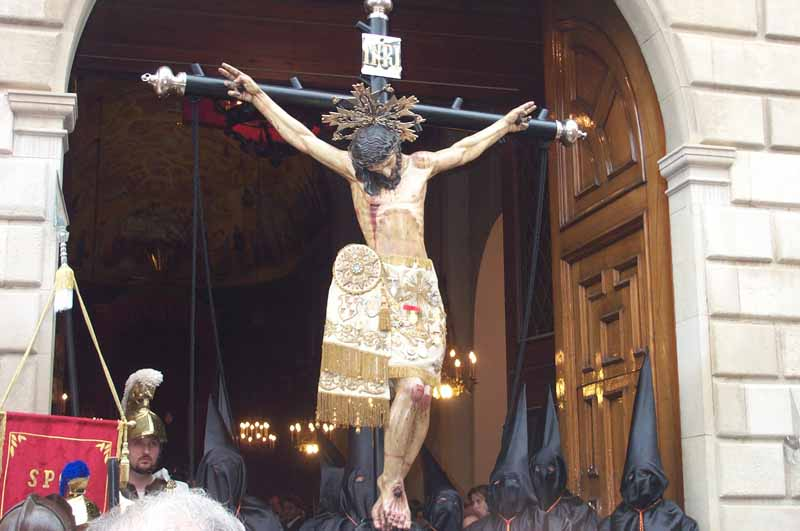
Semaine sainte à Reus.

La cité s'émaille de nombreux édifices signés par les plus prestigieux architectes modernistes, comme Lluís Domènech i Montaner. Curieusement, leur maître, Antoni Gaudí, né ici en 1852, n'en bâtit aucun. Pas rancunière, la ville lui a dédié, en 2007, le Gaudi Centre Reus, un musée high-tech interactif de 1 200 m² : films, photos, commentaires audio, maquettes originales...

### Sites religieux
On compte dans la ville dix paroisses ou églises catholiques, quatre églises protestantes ou évangéliques et une mosquée.

### Mémoire
Le cimetière de Reus, comprenant les sépultures de nombreuses personnalités catalanes, est nommé à l'Inventaire du patrimoine architectural de Catalogne.

## Personnalités liées à la commune
- Ramon Bosc (?-1416) : prêtre et écrivain né à Reus ;
- Hipòlit Trullàs (1771-1813) : prêtre et compositeur né et mort à Reus ;
- Joan Prim , marquis des Castillejos, comte de Reus et vicomte du Bruc (né le 12 décembre 1814 à Reus, mort le 30 décembre 1870 à Madrid : général et homme d'État espagnol du XIXe siècle qui joua un rôle de premier plan pendant les guerres carlistes ;
- Domènec Soberano i Mestres (né au XIXe siècle) : peintre et professeur des peintres Baldomer Galofré i Jiménez, Josep Tapiró i Baró i Josep Llovera i Bofill ;
- Josep Tapiró i Baró  (1836-1915), peintre;
- Marià Josep Bernat Fortuny i Marsal (Reus 1838 Reus - 1874 Rome) : peintre ;
- Josep Llovera i Bofill (1846 - 1896) : peintre ;
- Baldomero Galofre Jiménez (24 mai 1849 Reus - 26 juillet 1902 Barcelone) : peintre ;
- Antoni Gaudí (25 juin 1852 - 10 juin 1926) : architecte ;
- Josep Maria Cañellas (19 février 1856 Reus - 12 juin 1902 Paris) : photographe ;
- Le médecin militaire Antoni Constantí Bages (ca) est né à Reus en 1858 et sa femme Martina Castells Ballespí, première femme médecin espagnole, y est morte en 1884.
- Joan Rebull Torroja (1899-1981), sculpteur ;
- Lluís Companys i Micó (1911-1956), fils du président catalan Lluís Companys, hospitalisé à l'Institut Pere Mata de Reus[6];
- François Tosquelles (22 août 1912 - 25 septembre 1994) : psychiatre ;
- Gabriel Ferrater (1922-1972) : poète ;
- Xavier Amorós Solà (1923-2022) : poète catalan ;
- Ramon Barnils i Folguera (1940-2001) : journaliste et traducteur mort à Reus ;
- Meritxell Ruiz (1978), femme politique ;
- Sergi Roberto (1992-) : footballeur né à Reus.

## Transports
L'aéroport de Reus dessert la ville. Il est surtout utilisé par les compagnies aériennes à bas prix.

## Jumelage
- Brive la Gaillarde (France)